# EchoPark Automotive Grand Prix 2023
L'EchoPark Automotive Grand Prix 2023 è stata una gara della NASCAR Cup Series tenutasi il 26 marzo 2023 al Circuito delle Americhe di Austin, in Texas. Disputata su 75 giri, estesi da 68 giri a causa di un finale straordinario, sul percorso stradale di 3,426 miglia (5,514 km), è stata la sesta gara della stagione 2023 della NASCAR Cup Series.

## Il contesto

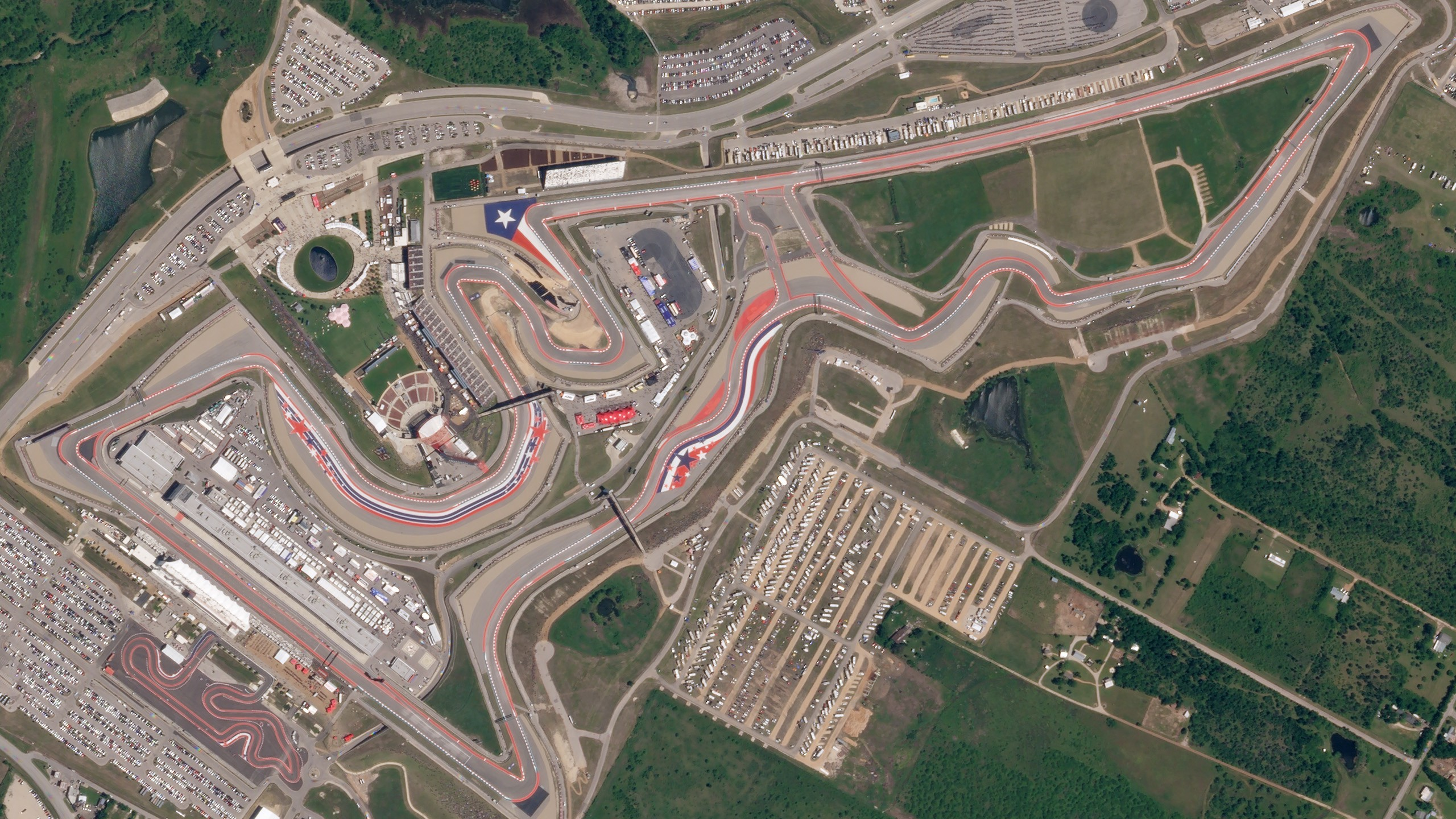
Veduta aerea del Circuito delle Americhe, la pista dove si è svolta la gara.

Il Circuito delle Americhe (COTA) è un impianto sportivo motoristico di grado 1 con specifiche FIA situato nella giurisdizione extraterritoriale di Austin, Texas. È dotato di un circuito di corse su strada di 3,426 miglia (5,514 km). La struttura ospita il Gran Premio degli Stati Uniti di Formula 1 e il Gran Premio motociclistico delle Americhe, una tappa del Campionato mondiale di corse su strada FIM. In precedenza ha ospitato il campionato Supercars, il campionato mondiale Endurance FIA, il campionato IMSA SportsCar e la serie IndyCar.

### Partecipanti
- (R) denota un pilota al 1º anno di partecipazione (rookie).
- (i) denota un pilota non idoneo per i punti pilota della serie.

| Nº                           | Pilota              | Squadra                  | Costruttore |
| ---------------------------- | ------------------- | ------------------------ | ----------- |
| 1                            | Ross Chastain       | Trackhouse Racing        | Chevrolet   |
| 2                            | Austin Cindric      | Team Penske              | Ford        |
| 3                            | Austin Dillon       | Richard Childress Racing | Chevrolet   |
| 4                            | Kevin Harvick       | Stewart-Haas Racing      | Ford        |
| 5                            | Kyle Larson         | Hendrick Motorsports     | Chevrolet   |
| 6                            | Brad Keselowski     | RFK Racing               | Ford        |
| 7                            | Corey LaJoie        | Spire Motorsports        | Chevrolet   |
| 8                            | Kyle Busch          | Richard Childress Racing | Chevrolet   |
| 9                            | Jordan Taylor       | Hendrick Motorsports     | Chevrolet   |
| 10                           | Aric Almirola       | Stewart-Haas Racing      | Ford        |
| 11                           | Denny Hamlin        | Joe Gibbs Racing         | Toyota      |
| 12                           | Ryan Blaney         | Team Penske              | Ford        |
| 14                           | Chase Briscoe       | Stewart-Haas Racing      | Ford        |
| 15                           | Jenson Button       | Rick Ware Racing         | Ford        |
| 16                           | A. J. Allmendinger  | Kaulig Racing            | Chevrolet   |
| 17                           | Chris Buescher      | RFK Racing               | Ford        |
| 19                           | Martin Truex Jr.    | Joe Gibbs Racing         | Toyota      |
| 20                           | Christopher Bell    | Joe Gibbs Racing         | Toyota      |
| 21                           | Harrison Burton     | Wood Brothers Racing     | Ford        |
| 22                           | Joey Logano         | Team Penske              | Ford        |
| 23                           | Bubba Wallace       | 23XI Racing              | Toyota      |
| 24                           | William Byron       | Hendrick Motorsports     | Chevrolet   |
| 31                           | Justin Haley        | Kaulig Racing            | Chevrolet   |
| 34                           | Michael McDowell    | Front Row Motorsports    | Ford        |
| 38                           | Todd Gilliland      | Front Row Motorsports    | Ford        |
| 41                           | Ryan Preece         | Stewart-Haas Racing      | Ford        |
| 42                           | Noah Gragson (R)    | Legacy Motor Club        | Chevrolet   |
| 43                           | Erik Jones          | Legacy Motor Club        | Chevrolet   |
| 45                           | Tyler Reddick       | 23XI Racing              | Toyota      |
| 47                           | Ricky Stenhouse Jr. | JTG Daugherty Racing     | Chevrolet   |
| 48                           | Alex Bowman         | Hendrick Motorsports     | Chevrolet   |
| 50                           | Conor Daly          | The Money Team Racing    | Chevrolet   |
| 51                           | Cody Ware           | Rick Ware Racing         | Ford        |
| 54                           | Ty Gibbs (R)        | Joe Gibbs Racing         | Toyota      |
| 77                           | Ty Dillon           | Spire Motorsports        | Chevrolet   |
| 78                           | Josh Bilicki (i)    | Live Fast Motorsports    | Chevrolet   |
| 84                           | Jimmie Johnson      | Legacy Motor Club        | Chevrolet   |
| 91                           | Kimi Räikkönen      | Trackhouse Racing        | Chevrolet   |
| 99                           | Daniel Suárez       | Trackhouse Racing        | Chevrolet   |
| Lista ufficiale partecipanti |                     |                          |             |

## Prove libere
Tyler Reddick è stato il più veloce nella sessione di prove libere con un tempo di 2:12.016 secondi e una velocità di 92.989 mph (149.651 km/h).

### Risultati
| Pos                              | Nº | Pilota        | Squadra              | Costruttore | Tempo    | Velocità |
| -------------------------------- | -- | ------------- | -------------------- | ----------- | -------- | -------- |
| 1                                | 45 | Tyler Reddick | 23XI Racing          | Toyota      | 2'12"016 | 92,989   |
| 2                                | 5  | Kyle Larson   | Hendrick Motorsports | Chevrolet   | 2'12"544 | 92,618   |
| 3                                | 1  | Ross Chastain | Trackhouse Racing    | Chevrolet   | 2'12"685 | 92,520   |
| Risultati ufficiali prove libere |    |               |                      |             |          |          |

## Qualifiche
William Byron ha segnato la pole per la gara con un tempo di 2:10.760 e una velocità di 93,882 mph (151,088 km/h).

### Risultati
| Pos                                  | Nº | Pilota              | Squadra                  | Costruttore | R1       | R2       |
| ------------------------------------ | -- | ------------------- | ------------------------ | ----------- | -------- | -------- |
| 1                                    | 24 | William Byron       | Hendrick Motorsports     | Chevrolet   | 2'11"746 | 2'10"760 |
| 2                                    | 45 | Tyler Reddick       | 23XI Racing              | Toyota      | 2'10"305 | 2'10"898 |
| 3                                    | 2  | Austin Cindric      | Team Penske              | Ford        | 2'11"215 | 2'11"352 |
| 4                                    | 9  | Jordan Taylor       | Hendrick Motorsports     | Chevrolet   | 2'11"020 | 2'11"754 |
| 5                                    | 99 | Daniel Suárez       | Trackhouse Racing        | Chevrolet   | 2'11"884 | 2'11"905 |
| 6                                    | 48 | Alex Bowman         | Hendrick Motorsports     | Chevrolet   | 2'11"401 | 2'12"127 |
| 7                                    | 16 | A. J. Allmendinger  | Kaulig Racing            | Chevrolet   | 2'11"861 | 2'12"228 |
| 8                                    | 43 | Erik Jones          | Legacy Motor Club        | Chevrolet   | 2'11"678 | 2'12"230 |
| 9                                    | 8  | Kyle Busch          | Richard Childress Racing | Chevrolet   | 2'11"413 | 2'12"459 |
| 10                                   | 42 | Noah Gragson (R)    | Legacy Motor Club        | Chevrolet   | 2'11"909 | 2'13"162 |
| 11                                   | 23 | Bubba Wallace       | 23XI Racing              | Toyota      | 2'11"498 | —        |
| 12                                   | 1  | Ross Chastain       | Trackhouse Racing        | Chevrolet   | 2'11"562 | —        |
| 13                                   | 5  | Kyle Larson         | Hendrick Motorsports     | Chevrolet   | 2'12"039 | —        |
| 14                                   | 20 | Christopher Bell    | Joe Gibbs Racing         | Toyota      | 2'12"112 | —        |
| 15                                   | 22 | Joey Logano         | Team Penske              | Ford        | 2'12"125 | —        |
| 16                                   | 21 | Harrison Burton     | Wood Brothers Racing     | Ford        | 2'12"219 | —        |
| 17                                   | 54 | Ty Gibbs (R)        | Joe Gibbs Racing         | Toyota      | 2'12"323 | —        |
| 18                                   | 47 | Ricky Stenhouse Jr. | JTG Daugherty Racing     | Chevrolet   | 2'12"359 | —        |
| 19                                   | 14 | Chase Briscoe       | Stewart-Haas Racing      | Ford        | 2'12"401 | —        |
| 20                                   | 34 | Michael McDowell    | Front Row Motorsports    | Ford        | 2'12"498 | —        |
| 21                                   | 11 | Denny Hamlin        | Joe Gibbs Racing         | Toyota      | 2'12"500 | —        |
| 22                                   | 91 | Kimi Räikkönen      | Trackhouse Racing        | Chevrolet   | 2'12"526 | —        |
| 23                                   | 31 | Justin Haley        | Kaulig Racing            | Chevrolet   | 2'12"539 | —        |
| 24                                   | 15 | Jenson Button       | Rick Ware Racing         | Ford        | 2'12"559 | —        |
| 25                                   | 19 | Martin Truex Jr.    | Joe Gibbs Racing         | Toyota      | 2'12"575 | —        |
| 26                                   | 41 | Ryan Preece         | Stewart-Haas Racing      | Ford        | 2'12"629 | —        |
| 27                                   | 7  | Corey LaJoie        | Spire Motorsports        | Chevrolet   | 2'12"756 | —        |
| 28                                   | 3  | Austin Dillion      | Richard Childress Racing | Chevrolet   | 2'12"781 | —        |
| 29                                   | 4  | Kevin Harvick       | Stewart-Haas Racing      | Ford        | 2'12"869 | —        |
| 30                                   | 6  | Brad Keselowski     | RFK Racing               | Ford        | 2'12"929 | —        |
| 31                                   | 84 | Jimmie Johnson      | Legacy Motor Club        | Chevrolet   | 2'12"938 | —        |
| 32                                   | 17 | Chris Buescher      | RFK Racing               | Ford        | 2'13"218 | —        |
| 33                                   | 78 | Josh Bilicki (i)    | Live Fast Motorsports    | Chevrolet   | 2'13"274 | —        |
| 34                                   | 77 | Ty Dillon           | Spire Motorsports        | Chevrolet   | 2'13"567 | —        |
| 35                                   | 50 | Conor Daly          | The Money Team Racing    | Chevrolet   | 2'13"792 | —        |
| 36                                   | 38 | Todd Gilliland      | Front Row Motorsports    | Ford        | 2'14"038 | —        |
| 37                                   | 51 | Cody Ware           | Rick Ware Racing         | Ford        | 2'14"858 | —        |
| 38                                   | 12 | Ryan Blaney         | Team Penske              | Ford        | 2'20"865 | —        |
| 39                                   | 10 | Aric Almirola       | Stewart-Haas Racing      | Ford        | 3'02"392 | —        |
| Risultati ufficiali delle qualifiche |    |                     |                          |             |          |          |

## Gara

### Resoconto

#### Stage 1

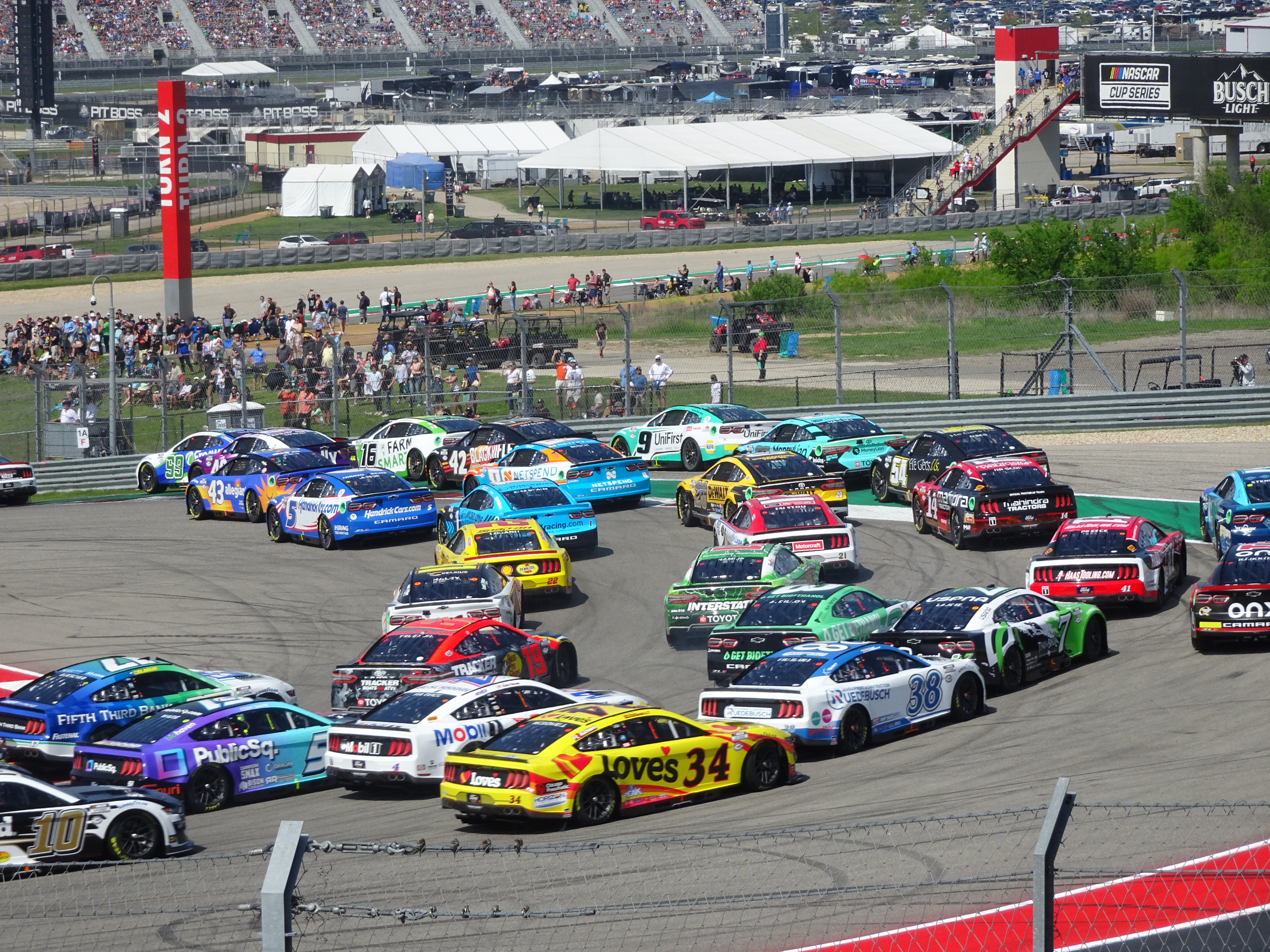
La Curva 1 dopo la ripartenza

La gara inizia con William Byron e Tyler Reddick in prima fila. Quando viene abbassata la bandiera verde, Reddick parte lentamente e perde posizione nei confronti di Austin Cindric, ma riesce a recuperare sul rettilineo. Byron conduce il primo giro con un vantaggio di 8 decimi di secondo.
Al secondo giro Brad Keselowski si ferma all'ingresso dei box e viene esposta la prima bandiera gialla. Chris Buescher e Ty Dillon hanno una collisione, che fa girare quest'ultimo e colpisce Jimmie Johnson. Al via della gara, Jordan Taylor scende al nono posto, mentre Kyle Larson avanza al decimo posto. Erik Jones e Noah Gragson riescono ad avanzare rispettivamente al 7º e 8º posto.
La gara riprende al sesto giro e Cindric ne approfitta per prendere il comando dopo che Byron e Reddick sono andati un po' lunghi alla prima curva. Byron scende al terzo posto e Jordan Taylor blocca le gomme anteriori e perde posizioni, uscendo dalla top 10.
Joey Logano, Denny Hamlin e Corey LaJoie rientrano ai box per scontare una penalità drive-through per aver tagliato la sezione sprint.
All'ottavo giro, Cindric e Reddick si scambiano di posizione più volte, ma Reddick alla fine prende il comando nella sezione finale del circuito. Qualche istante dopo, Byron supera Cindric e torna in seconda posizione.
All'undicesimo giro, Kyle Larson va in testacoda a causa di un guasto ai freni di Bubba Wallace. Larson si tocca con Denny Hamlin verso l'ultima curva del circuito, che genera la seconda bandiera gialla. Bubba Wallace si ritira dalla gara.
Diversi piloti si fermano al 12º giro, tra cui Tyler Reddick, Noah Gragson, Erik Jones, Austin Dillon, Ryan Blaney, Denny Hamlin e Kimi Räikkönen, impegnandosi a effettuare tre soste.

#### Stage 2
La gara riprende al 16º giro e Byron passa al comando su Cindric.
Conor Daly si dirige ai box, mentre Kselowski viene toccato da Ryan Blaney e quest'ultimo viene toccato da Kyle Larson poche curve dopo.
Al 24º giro, Cindric, Ross Chastain e Alex Bowman rientrano ai box, seguiti da Byron, Allmendinger e Suarez al 25º giro. Al 27º giro, Reddick assume il comando della corsa, seguito da Austin Dillon con un vantaggio di 3,6 secondi e Michael McDowell.
Al 28º giro e a soli tre giri dalla fine della seconda fase, Tyler Reddick è riuscito ad aumentare il suo vantaggio su Austin Dillon di oltre sei secondi. Ty Gibbs, invece, è stato penalizzato per aver tagliato le esse, mentre Kyle Larson ha ricevuto una penalità per aver superato il limite di velocità.
La seconda tappa si è conclusa con una buona prestazione di Reddick, che è riuscito ad aumentare il suo vantaggio su Dillon a oltre sette secondi. Anche Michael McDowell, Kevin Harvick, Buescher, Ricky Stenhouse Jr, Larson, Erik Jones, Chase Briscoe e Noah Gragson hanno segnato punti in questa fase.

#### Final Stage
Al 32º giro Harvick e Dillon rientrano ai box, mentre Reddick resta in pista per sfruttare la strategia delle 3 soste. Nel giro successivo, Reddick si è fermato ai box, lasciando Buescher in testa con una sosta rimanente.
Buescher mantiene il comando fino al 35º giro, quando si ferma ai box per la sua seconda sosta e William Byron prende il comando seguito da Allmendinger con un distacco di 1,5 secondi. Suarez, Chastain e Kyle Busch completano la top 5, essendo quelli che hanno effettuato due soste, mentre Reddick, che aveva effettuato 3 soste, è al sesto posto a 7,3 secondi dal leader.
Al 36º giro Reddick riesce a superare Allmendinger e si porta in seconda posizione, a soli 3 secondi da Byron. Christopher Bell, invece, è andato in testacoda a causa dello sporco in una curva, ma è riuscito a rientrare in pista.
Al 39º giro Reddick riesce a superare Byron alla prima curva e si porta in prima posizione. Nel frattempo anche Denny Hamlin subisce un testacoda simile a quello di Bell, ma continua a correre. Viene esposta per la terza volta la bandiera gialla a causa di detriti presenti sulla pista.
La bandiera gialla uniforma le strategie e tutti i piloti rientrano ai box al 42º giro. Allmendinger perde diverse posizioni dopo il pit-stop. Logano, Harrison Burton e Cody Ware restano in pista occupando le prime tre posizioni.
Alla ripartenza del giro 44, Reddick prova a prendere il comando alla curva 1, ma va un po' largo, permettendo a Byron e Chastain di passare in testa. Logano deve alzare il piede dall'acceleratore mentre viene trattenuto da Byron e Reddick.
Al 45º giro, Reddick ha fatto una mossa audace alla curva 11 e ha affiancato Chastain sul lungo rettilineo, assicurandosi infine il secondo posto.
Quando hanno raggiunto la curva 11 nel giro successivo, Reddick ha tentato di passare per il comando, riuscendoci momentaneamente prima che Byron contrattaccasse e i due attraversassero fianco a fianco l'ultimo settore, con Byron che alla fine prendeva il comando.
Al 46º giro, Reddick ha effettuato una mossa interna alla curva 1 ma non è riuscito a superare Byron. Il pilota della vettura n. 24 ha protetto la linea interna alla curva 11 ed è riuscito a respingere la sfida di Reddick. Tuttavia, Reddick ha continuato a spingere e alla fine ha superato Byron all'interno dopo il lungo rettilineo, rivendicando il comando della gara. Kyle Larson soffre di una rottura del collegamento della punta nella parte posteriore.
Al 52º giro, i primi 4 erano separati da soli 2,4 secondi a causa del risparmio di carburante. Al 55º giro, Bowman era rimasto così indietro rispetto ai primi che è stato superato da Daniel Suárez per il quarto posto. Il pilota messicano era dietro Reddick di 3 secondi.
Con soli 12 giri rimasti nella gara in programma, i primi 4 erano ora separati da appena 1,1 secondi, il tutto risparmiando carburante. I due piloti della Trackhouse hanno superato Byron, la cui vettura era instabile sullo sterrato, mentre Suarez si è portato al secondo posto urtando il compagno di squadra. L'auto di Brad Keselowski si è fermata, provocando una bandiera gialla.
La maggior parte dei piloti rientra ai box a 11 giri dalla fine. Byron esce secondo, davanti a Suarez e dietro a Reddick. Chastain perde tempo e posizioni a causa dei ritardi nel fissare il dado della gomma anteriore destra. Bell rimane fuori e diventa il leader, seguito da Kyle Busch, Denny Hamlin, Kimi Räikkönen e Ryan Preece con la stessa strategia.
Al 59º giro la gara riprende. Reddick prende il comando all'interno della curva 1, essendo partito dal quinto posto. Diverse vetture vanno in testacoda, tra cui Austin Dillon e Ross Chastain, che non possono riprendere immediatamente la gara, con conseguente bandiera gialla. Denny Hamlin deve rientrare ai box a causa di una gomma a terra.
Giro 61, ripresa della gara con Reddick e Bell in testa al gruppo. Reddick supera la prima curva e Byron passa in vantaggio. Kyle Busch sale al terzo posto. La campana gira. Allmendinger si ritira dalla gara.
Ora è una battaglia testa a testa tra Byron e Reddick per la vittoria, con mezzo secondo che li separa. Kyle Busch è molto indietro al terzo posto, staccato di 2,4 secondi. Al 63º giro Reddick supera Byron e passa al comando. A quattro giri dalla fine viene sventolata una bandiera gialla a causa di detriti sulla pista. L'auto di Austin Dillon è stata vista fumare dalla sezione posteriore sinistra.
Al primo tentativo straordinario di finire la gara, Byron va un po' largo alla prima curva, con Kyle Busch che corre secondo. Bandiera gialla per detriti sull'auto di Ryan Blaney. Ryan Preece con gravi danni.
Al secondo tentativo straordinario, Daniel Suarez (spinto da Bowman) fa girare Martin Truex Jr. Bandiera gialla per la gomma smontata di Daniel Suarez.
Terzo tentativo di straordinario con Reddick e Bowman in testa alla classifica. Ripartenza, Reddick passa in vantaggio. Bell con gravi danni al cappuccio. La bandiera bianca viene sventolata nell'ultimo giro della gara, con Kyle Busch che supera Bowman per il secondo posto, anche se lontano dal primo posto, 1,6 secondi dietro Reddick. Alla fine, Tyler Reddick taglia il traguardo come vincitore della gara. A completare la top 5 ci sono Kyle Busch, Alex Bowman, Ross Chastain e William Byron.

### Risultati

#### Risultati Stage
Stage 1
Giri: 15
| Pos                         | Nº | Pilota             | Squadra                  | Costruttore | Punti |
| --------------------------- | -- | ------------------ | ------------------------ | ----------- | ----- |
| 1                           | 24 | William Byron      | Hendrick Motorsports     | Chevrolet   | 10    |
| 2                           | 2  | Austin Cindric     | Team Penske              | Ford        | 9     |
| 3                           | 16 | A. J. Allmendinger | Kaulig Racing            | Chevrolet   | 8     |
| 4                           | 48 | Alex Bowman        | Hendrick Motorsports     | Chevrolet   | 7     |
| 5                           | 1  | Ross Chastain      | Trackhouse Racing        | Chevrolet   | 6     |
| 6                           | 99 | Daniel Suárez      | Trackhouse Racing        | Chevrolet   | 5     |
| 7                           | 8  | Kyle Busch         | Richard Childress Racing | Chevrolet   | 4     |
| 8                           | 9  | Jordan Taylor      | Hendrick Motorsports     | Chevrolet   | 3     |
| 9                           | 20 | Christopher Bell   | Joe Gibbs Racing         | Toyota      | 2     |
| 10                          | 41 | Ryan Preece        | Stewart-Haas Racing      | Ford        | 1     |
| Risultati ufficiali Stage 1 |    |                    |                          |             |       |

Stage 2
Giri: 15
| Pos                         | Nº | Pilota              | Squadra                  | Costruttore | Punti |
| --------------------------- | -- | ------------------- | ------------------------ | ----------- | ----- |
| 1                           | 45 | Tyler Reddick       | 23XI Racing              | Toyota      | 10    |
| 2                           | 3  | Austin Dillion      | Richard Childress Racing | Chevrolet   | 9     |
| 3                           | 34 | Michael McDowell    | Front Row Motorsports    | Ford        | 8     |
| 4                           | 4  | Kevin Harvick       | Stewart-Haas Racing      | Ford        | 7     |
| 5                           | 17 | Chris Buescher      | RFK Racing               | Ford        | 6     |
| 6                           | 47 | Ricky Stenhouse Jr. | JTG Daugherty Racing     | Chevrolet   | 5     |
| 7                           | 5  | Kyle Larson         | Hendrick Motorsports     | Chevrolet   | 4     |
| 8                           | 43 | Erik Jones          | Legacy Motor Club        | Chevrolet   | 3     |
| 9                           | 14 | Chase Briscoe       | Stewart-Haas Racing      | Ford        | 2     |
| 10                          | 42 | Noah Gragson (R)    | Legacy Motor Club        | Chevrolet   | 1     |
| Risultati ufficiali Stage 2 |    |                     |                          |             |       |

#### Final Stage
Stage 3
Giri: 38
| Pos                      | Griglia | Nº | Pilota              | Squadra                  | Costruttore | Giri | Punti |
| ------------------------ | ------- | -- | ------------------- | ------------------------ | ----------- | ---- | ----- |
| 1                        | 2       | 45 | Tyler Reddick       | 23XI Racing              | Toyota      | 75   | 50    |
| 2                        | 9       | 8  | Kyle Busch          | Richard Childress Racing | Chevrolet   | 75   | 39    |
| 3                        | 6       | 48 | Alex Bowman         | Hendrick Motorsports     | Chevrolet   | 75   | 41    |
| 4                        | 12      | 1  | Ross Chastain       | Trackhouse Racing        | Chevrolet   | 75   | 39    |
| 5                        | 1       | 24 | William Byron       | Hendrick Motorsports     | Chevrolet   | 75   | 42    |
| 6                        | 3       | 2  | Austin Cindric      | Team Penske              | Ford        | 75   | 40    |
| 7                        | 18      | 47 | Ricky Stenhouse Jr. | JTG Duagherty Racing     | Chevrolet   | 75   | 35    |
| 8                        | 32      | 17 | Chris Buescher      | RFK Racing               | Ford        | 75   | 35    |
| 9                        | 17      | 54 | Ty Gibbs (R)        | Joe Gibbs Racing         | Toyota      | 75   | 28    |
| 10                       | 36      | 38 | Todd Gilliland      | Front Row Motorsports    | Ford        | 75   | 27    |
| 11                       | 27      | 7  | Corey LaJoie        | Spire Motorsports        | Chevrolet   | 75   | 26    |
| 12                       | 20      | 34 | Michael McDowell    | Front Row Motorsports    | Ford        | 75   | 33    |
| 13                       | 29      | 4  | Kevin Harvick       | Stewart-Haas Racing      | Ford        | 75   | 31    |
| 14                       | 13      | 5  | Kyle Larson         | Hendrick Motorsports     | Chevrolet   | 75   | 27    |
| 15                       | 19      | 14 | Chase Briscoe       | Stewart-Haas Racing      | Ford        | 75   | 24    |
| 16                       | 21      | 11 | Denny Hamlin        | Joe Gibbs Racing         | Toyota      | 75   | 21    |
| 17                       | 25      | 31 | Martin Truex Jr.    | 23XI Racing              | Toyota      | 75   | 20    |
| 18                       | 24      | 15 | Jenson Button       | Rick Ware Racing         | Ford        | 75   | 19    |
| 19                       | 23      | 31 | Justin Haley        | Kaulig Racing            | Chevrolet   | 75   | 18    |
| 20                       | 10      | 42 | Noah Gragson (R)    | Legacy Motor Club        | Chevrolet   | 75   | 18    |
| 21                       | 38      | 12 | Ryan Blaney         | Team Penske              | Ford        | 75   | 16    |
| 22                       | 16      | 21 | Harrison Burton     | Wood Brothers Racing     | Ford        | 75   | 15    |
| 23                       | 8       | 43 | Erik Jones          | Legacy Motor Club        | Chevrolet   | 75   | 17    |
| 24                       | 4       | 9  | Jordan Taylor       | Hendrick Motorsports     | Chevrolet   | 75   | 16    |
| 25                       | 37      | 51 | Cody Ware           | Rick Ware Racing         | Ford        | 75   | 12    |
| 26                       | 33      | 78 | Josh Bilicki (i)    | Live Fast Motorsports    | Chevrolet   | 75   | 0     |
| 27                       | 5       | 99 | Daniel Suárez       | Trackhouse Racing        | Chevrolet   | 75   | 15    |
| 28                       | 15      | 22 | Joey Logano         | Team Penske              | Ford        | 75   | 9     |
| 29                       | 22      | 91 | Kimi Räikkönen      | Trackhouse Racing        | Chevrolet   | 75   | 8     |
| 30                       | 39      | 10 | Aric Almirola       | Stewart-Haas Racing      | Ford        | 74   | 7     |
| 31                       | 14      | 20 | Christopher Bell    | Joe Gibbs Racing         | Toyota      | 73   | 8     |
| 32                       | 25      | 41 | Ryan Preece         | Stewart-Haas Racing      | Ford        | 68   | 6     |
| 33                       | 28      | 3  | Austin Dillion      | Richard Childress Racing | Chevrolet   | 62   | 13    |
| 34                       | 7       | 16 | A. J. Allmendinger  | Kaulig Racing            | Chevrolet   | 60   | 11    |
| 35                       | 30      | 6  | Brad Keselowski     | RFK Racing               | Ford        | 56   | 2     |
| 36                       | 35      | 50 | Conor Daly          | The Money Team Racing    | Chevrolet   | 16   | 1     |
| 37                       | 11      | 23 | Bubba Wallace       | 23XI Racing              | Toyota      | 10   | 1     |
| 38                       | 31      | 84 | Jimmie Johnson      | Legacy Motor Club        | Chevrolet   | 0    | 1     |
| 39                       | 34      | 77 | Ty Dillion          | Spire Motorsports        | Chevrolet   | 0    | 1     |
| Risultati ufficiali gara |         |    |                     |                          |             |      |       |

### Statistiche della gara
- Cambiamenti 1ª posizione: 16, con 7 piloti diversi
- Cautions/Giri: 8 caution per 17 giri
- Bandiere rosse: 0
- Tempo di gara: 3 ore, 30 minuti e 32 secondi
- Velocità media: 72,886 miglia orarie (117,299 km/h)

## Classifica dopo la gara

### Classifica piloti
| 1                           | Ross Chastain       | 211       |
| 2                           | Kyle Busch          | 192 (–19) |
| 3                           | Joey Logano         | 186 (–25) |
| 4                           | Kevin Harvick       | 186 (–25) |
| 5                           | Christopher Bell    | 184 (–27) |
| 6                           | Ryan Blaney         | 177 (–34) |
| 7                           | Austin Cindric      | 166 (–45) |
| 8                           | Martin Truex Jr.    | 165 (–46) |
| 9                           | Brad Keselowski     | 162 (–49) |
| 10                          | Tyler Reddick       | 161 (–50) |
| 11                          | Denny Hamlin        | 161 (–50) |
| 12                          | Ricky Stenhouse Jr. | 159 (–52) |
| 13                          | Chris Buescher      | 157 (–54) |
| 14                          | Daniel Suárez       | 144 (–67) |
| 15                          | Corey LaJoie        | 139 (–72) |
| 16                          | Alex Bowman         | 126 (–85) |
| Classifica piloti ufficiale |                     |           |

### Classifica costruttori
| Pos | Costruttore | Punti     |
| --- | ----------- | --------- |
| 1   | Chevrolet   | 228       |
| 2   | Toyota      | 206 (–22) |
| 3   | Ford        | 204 (–24) |

- Nota: solo le prime 16 posizioni sono incluse per la classifica piloti.